# Abraham Niclas Edelcrantz
Abraham Niclas Edelcrantz, före adlandet 1789 Clewberg, född 29 juli 1754 i Åbo, död 15 mars 1821 i Stockholm, var en svensk friherre, ämbetsman, teaterchef, skald, översättare, uppfinnare och riksdagsman. Han var en av de ursprungliga aderton i Svenska Akademien 1786–1821, där han satt på stol nummer 2.

## Biografi
Abraham Niclas Clewberg föddes i Åbo där hans far, Carl Abraham Clewberg (1712–1765), var professor vid stadens universitet. Fadern var son till riksdagsmannen och kontraktsprosten Nils Clewberg (1654–1726) och Barbara Aurivillia. Modern Charlotta Agatha Fahlenius (1736–1817) var född i Stockholm och dotter till biskopen i Åbo, Jonas Fahlenius.
Clewberg studerade vid Kungliga Akademien i Åbo, där han inskrevs 1766, elva år gammal. 1772 blev han fil. mag. och året därpå docent i fysik och litteraturhistoria. Han var medlem i Aurorasällskapet, skrev i Åbo Tidningar och grundlade i Åbo sin intima vänskap med Johan Henric Kellgren. Efter befattningar i Åbo, som filosofie adjunkt (1778) och universitetsbibliotekarie (1780), flyttade han 1780 till Stockholm.
I Stockholm anställdes han vid Gustav III:s hov, och han kom att leda teaterlivet i Stockholm under hela den gustavianska perioden. Från år 1783 fungerade han som andre direktör vid Kungl. Maj:ts hovkapell och spektakler (förste direktör 1804) och var samtidigt kungens handsekreterare. Han gjorde därefter karriär som ämbetsman, med befattningar som ledamot i generaltullstyrelsen (1787–1802), kansliråd (1793), arkivarie vid Kungliga Majestäts Orden 1794, förste direktör vid hovkapellet 1804, intendent över kungliga museum och ordförande i direktionen över allmänna brandförsäkringsverket (1805) och president av Kommerskollegium (1813). Han adlades 1789 och blev introducerad på riddarhuset som adliga släkten Edelcrantz nr 2153. Släkten upphöjdes 1815 i friherrlig värdighet och slöts vid hans död 1821.
Under åren 1801–1804 företog han en resa till England, Tyskland, Holland och Frankrike, som fick en avgörande betydelse för Edelcrantz arbeten inom tekniska området. Han studerade särskilt järn- och brännvinstillverkning, men även nya tekniska rön samt olika jordbruksmetoder. Inför resan hade han fått i uppdrag att i England införskaffa fyra ångmaskiner. Delarna till ångmaskinerna anlände på eftersommaren 1804 till Gävle, dit de fraktats från England i brist på fraktfartyg till Stockholm. Edelcrantz sökte tullfrihet för maskinerna "såsom verkeliga modeller till högst nyttiga verktyg för flera fäderneslandets gagnande inrättningar". En maskin på 20 hk var avsedd för hans egen spannmålskvarn, den så kallade Eldkvarn på Kungsholmen i Stockholm som var uppförd på den tomt där nuvarande Stockholms stadshus är uppfört. Två av maskinerna var avsedda för drivning av vattenpumpar i brännvinsfabriker i Stockholm och den fjärde maskinen för Lars Fresks textilfabrik på Elfvik på Lidingö. Installationen och uppstartningen av ångmaskinerna utfördes av den engelske konstruktören och ångmaskinsspecialisten Samuel Owen, som Edelcrantz hade lyckats övertala att komma över till Sverige. Han lyckas senare övertala Owen att flytta till Sverige, som 1809 bosatte sig i Stockholm och som senare grundade Kungsholmens Mekaniska Werkstad, som kom att få en mycket stor betydelse för utvecklingen av svensk verkstadsindustri.
Vid uppehållet i Paris under sin Europaresa friade han till den irländska författarinnan Maria Edgeworth, men fick avslag. Han förblev ogift under sitt liv och ätten Edelcrantz med nr 2153, utslocknade med honom.
Edelcrantz gjorde också stora egna insatser inom det tekniska området. Han konstruerade, efter idéer av fransmannen Claude Chappe, en optisk telegraf som invigdes 1794 genom att en födelsedagshälsning skickades från Katarina kyrktorn till kungen som befann sig på Drottningholms slott. Därefter lät han uppföra flera telegraflinjer längs ostkusten i Sverige vilket blev till nytta vid 1808 års krig mot Ryssland. Han gjorde också egna uppfinningar inom ångmaskinens område. Edelcrantz låg också till stor del bakom tillkomsten av Lantbruksakademien och Experimentalfältet 1811. Han bedrev själv jordbruk enligt senaste rön på Stora Skuggan på Norra Djurgården. Idén till Experimentalfältet hade han fått utomlands när han besökt olika anläggningar, framförallt i England och Skottland, som var föregångsländer på jordbrukets område.
Edelcrantz var vidare verksam inom skaldekonsten, som diktare och översättare. Han påverkades tidigt av förromantiken. Nordisk mytologi och brittiska förromantiker var impulsgivare; han översatte Ossians sånger, skrev den för den svenska nationalromantiken banbrytande "Ode till svenska folket", och översatte "God save the King" till svenska "Bevare Gud vår kung"; den senare var Sveriges folksång (nationalsång) under större delen av 1800-talet. 1786 invaldes han som ledamot av nyinstiftade Svenska Akademien. Hans minnestal över Carl Fredrik Scheffer vid inträdet den 2 december 1786 var det första tal av denna art som hållits i akademien. Edelcrantz gjorde också betydande insatser inom teaterkonsten. 1793 uruppfördes hans och Johann Christian Friedrich Haeffners opera Alcides inträde i verlden.
Den 18 april 1788 invaldes han som ledamot 112 av Musikaliska Akademien.
1808–1818 var Edelcrantz ledamot av Sveriges riksdag. Den 14 juni 1808 blev Edelcrantz hedersledamot av Vitterhetsakademien. Han var vidare ledamot av Vetenskapsakademien och Lantbruksakademien samt kommendör av Nordstjärneorden.

## Övrigt
I början av 1800-talet var det många andra svenskar som företog studieresor till England för att studera de tekniska framstegen i det på den tiden ledande landet i Europa inom industrin, bl. andra Eric Thomas Svedenstierna som företog en resa 1802–1803 till England och Skottland för att studera mineral- och malmfyndigheter och hur järnframställningen gick till. En detaljerad reseskildring finns från denna resa där stora "eld- och luftmachiner" - ångmaskiner i effektklassen 70-90 hk - beskrivs. De användes vid järnframställningen för drivning av blåsmaskiner och även de relativt nya järnvägarna med vagnar som drogs av hästar innan ångloket var uppfunnet.